# Valle de Atrek
El valle de Atrek es el nombre que recibe un valle en la cadena montañosa conocida como Kopet Dag en la parte nororiental del país asiático de Irán. Administrativamente hace parte de la división administrativa de Jorasán cerca de la frontera con Turkmenistán. La principal localidad del área es la ciudad de Quchan. A través de los siglos, su posición geográfica peculiar lo hizo una encrucijada de intercambios culturales, se cree que durante los primeros años de la época islámica tuvo un papel agrícola notorio para localidades cercanas.